# Dialecto central del euskera

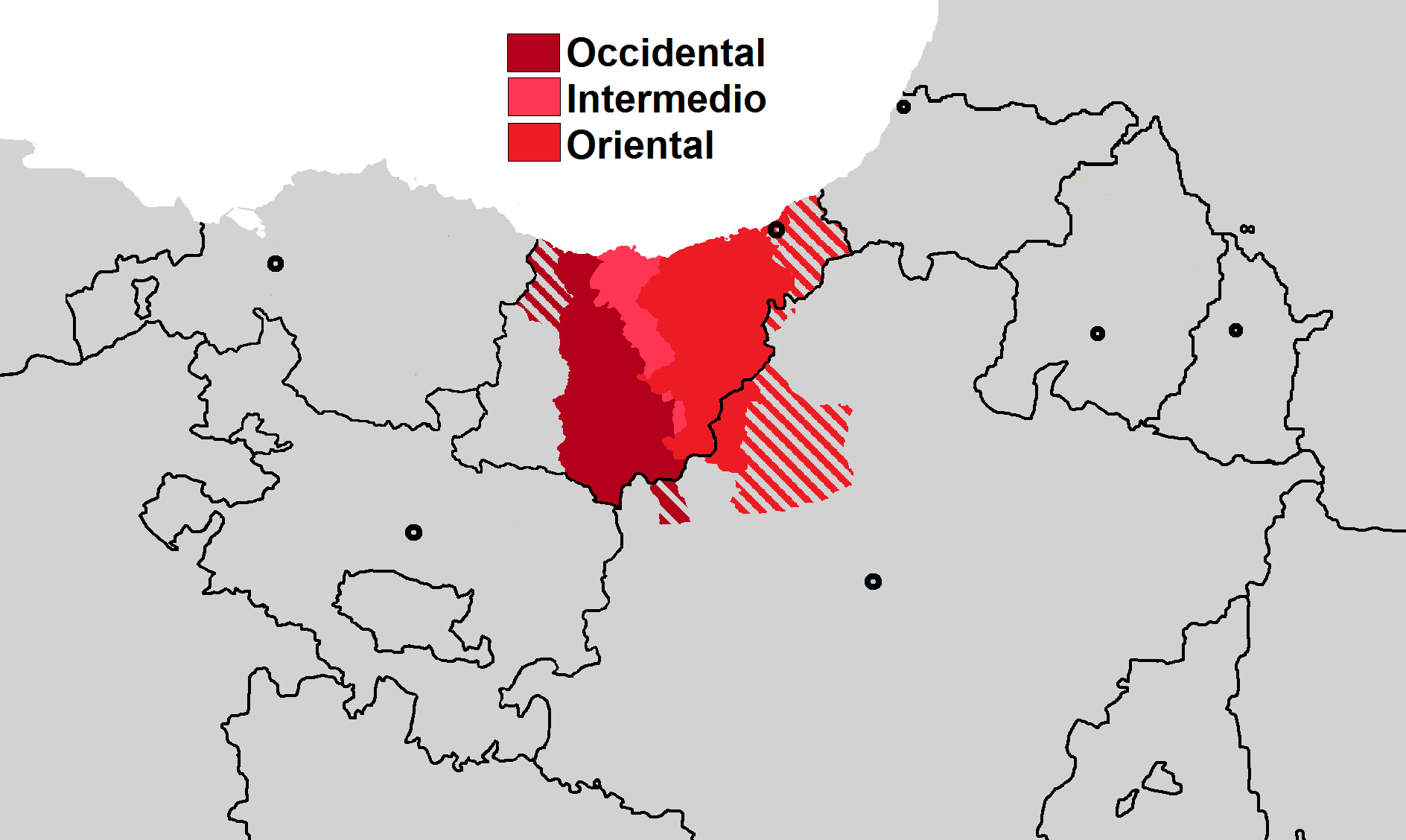
Guipuzcoano o central, según Koldo Zuazo.

El dialecto central o guipuzcoano (en euskera: erdialdekoa o gipuzkera) es un dialecto del euskera que se habla en la parte central y oriental de Guipúzcoa y en La Barranca (Navarra).
El dialecto guipuzcoano ha sido uno de los más importantes históricamente y a veces ha sido considerado un dialecto de prestigio. Existe un corpus literario en guipuzcoano desde el siglo XVIII. Tiene una relación estrecha con los dialectos navarro y navarro-labortano y, en menor medida, con el occidental o vizcaíno. El euskera batúa se basa en gran medida en el guipuzcoano, aunque también tiene muchos elementos de otros dialectos.

## Extensión
Pese a su nombre, el guipuzcoano no se habla en toda Guipúzcoa. En la cuenca del río río Deva, desde Salinas de Léniz hasta Elgóibar se habla vizcaíno, y en Oyarzun y en la cuenca del río Bidasoa se habla alto-navarro. Sin embargo la frontera entre el guipuzcoano y el alto-navarro está cambiando en favor de los rasgos guipuzcoanos, seguramente a consecuencia del prestigio que ha tenido durante mucho tiempo y la influencia de los medios de comunicación en Guipúzcoa.

## Variantes del guipuzcoano
El guipuzcoano actual tiene cuatro variantes principales:
- Variante de Beterri (desde la zona de Tolosa hasta San Sebastián).
- Variante del Goyerri.
- Variante de la zona de Urola (desde Zarauz a Motrico).
- Guipuzcoano de Navarra (Burunda, Echarri-Aranaz).

## Particularidades

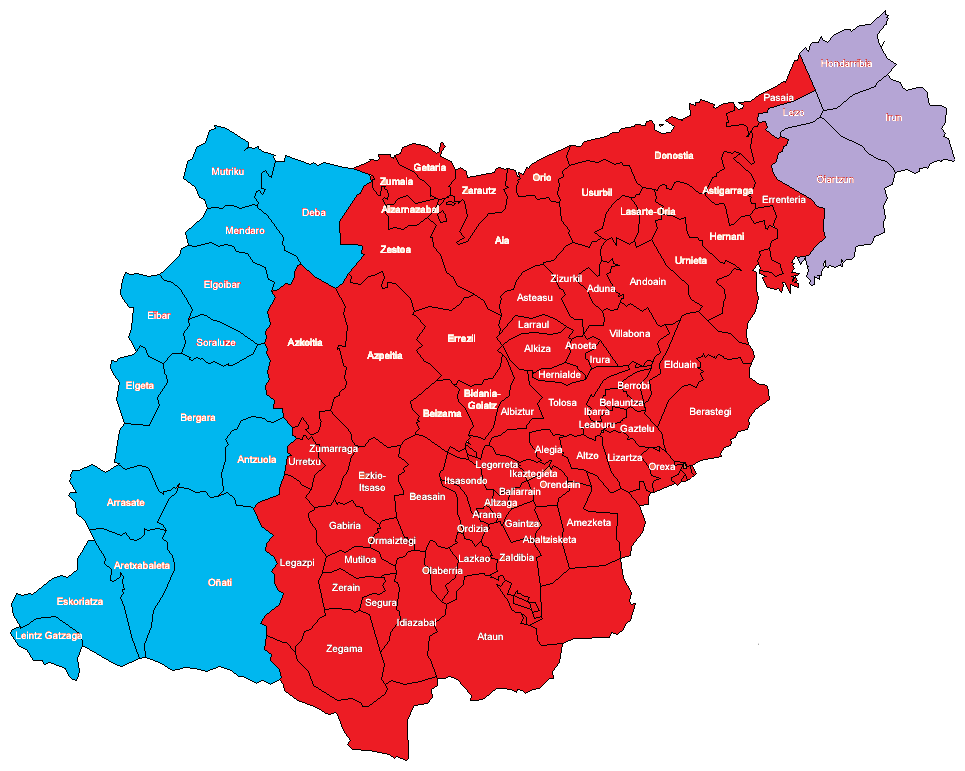
Mapa en el que se indican los tres dialectos hablados en Guipúzcoa:
Localidades donde se habla el dialecto vizcaíno u occidental (no obstante, en otros mapas el vascuence de Elgóibar, Mendaro, Deva y Motrico se clasifica en el dialecto guipuzcoano, porque es un habla de transición entre los dos dialectos).
Localidades donde se habla el dialecto guipuzcoano o central.
Localidades donde se hablaba el dialecto alto-navarro (hoy en día, el guipuzcoano es mayoritario).

Características fonéticas y morfológicas:
- Alternancia de vocales:[2]
  - a/e: otros euskalkis o dialectos añaden la vocal «a» al verbo auxiliar izan ("ser" o "haber"); sin embargo, en el dialecto guipuzcoano se le añade la vocal «e». Para hacer una comparación: gara > gera, zara > zera, zarete > zerate.[3]
  - e/i. Por ejemplo: ageri > agiri, edeki > idigi/idegi/idoki.[3]
- Hiato marcado, intercalando una consonante, en los subdialectos guipuzcoanos del norte: buruba, ogidda/ogidxa/ogija/ogixa. En los subdialectos guipuzcoanos del sur, burue y ogie.
- Unión de vocales: zaharra > zarra, lehen> len
- Palatalización. En el "euskara batua" las palatalizaciones son opcionales, no obstante, en el dialecto guipuzcoano son la regla: aditu > a(d)ittu, egina > e(g)iña, ilargi > illargi.
- j: en el dialecto guipuzcoano dicha consonante se pronuncia como en castellano (gizajo se pronuncia como se lee, como por ejemplo en la palabra castellana jugar).
- No se pronuncia la h, es muda.
- No se hace distinción entre el absolutivo plural (la -ak del "euskara batua") y el ergativo plural (la -ek del "euskara batua"), por eso en el dialecto guipuzcoano las dos terminaciones se pronuncian de la misma manera: -ak, la diferenciación se hace por el acento o la entonación final de la palabra.
- Todas las frases subordinadas se remarcan: etorri den gizona nire aita da.

## Importancia
El guipuzcoano ha sido uno de los principales dialectos históricos del euskera, y ha sido lengua literaria desde el siglo XVIII en adelante. En él se basa en buena medida el euskera unificado (euskera batúa) que es el empleado mayoritariamente en la educación, la literatura y los medios de comunicación.
Hoy en día el guipuzcoano, al igual que los demás dialectos del euskera, y en general el euskera que hablan los guipuzcoanos, está cambiando con el euskera batúa, debido a la fuerza que tienen los medios de comunicación y la literatura.